# Kietlanka (powiat węgrowski)
Kietlanka – osada w Polsce położona w województwie mazowieckim, w powiecie węgrowskim, w gminie Korytnica.